# Cohen Saves the Flag
Cohen Saves the Flag er en amerikansk stumfilm fra 1913 af Mack Sennett.

## Medvirkende
- Ford Sterling som Cohen
- Mabel Normand som Mabel
- Henry Lehrman som Goldberg
- Nick Cogley
- Charles Avery